# بسما

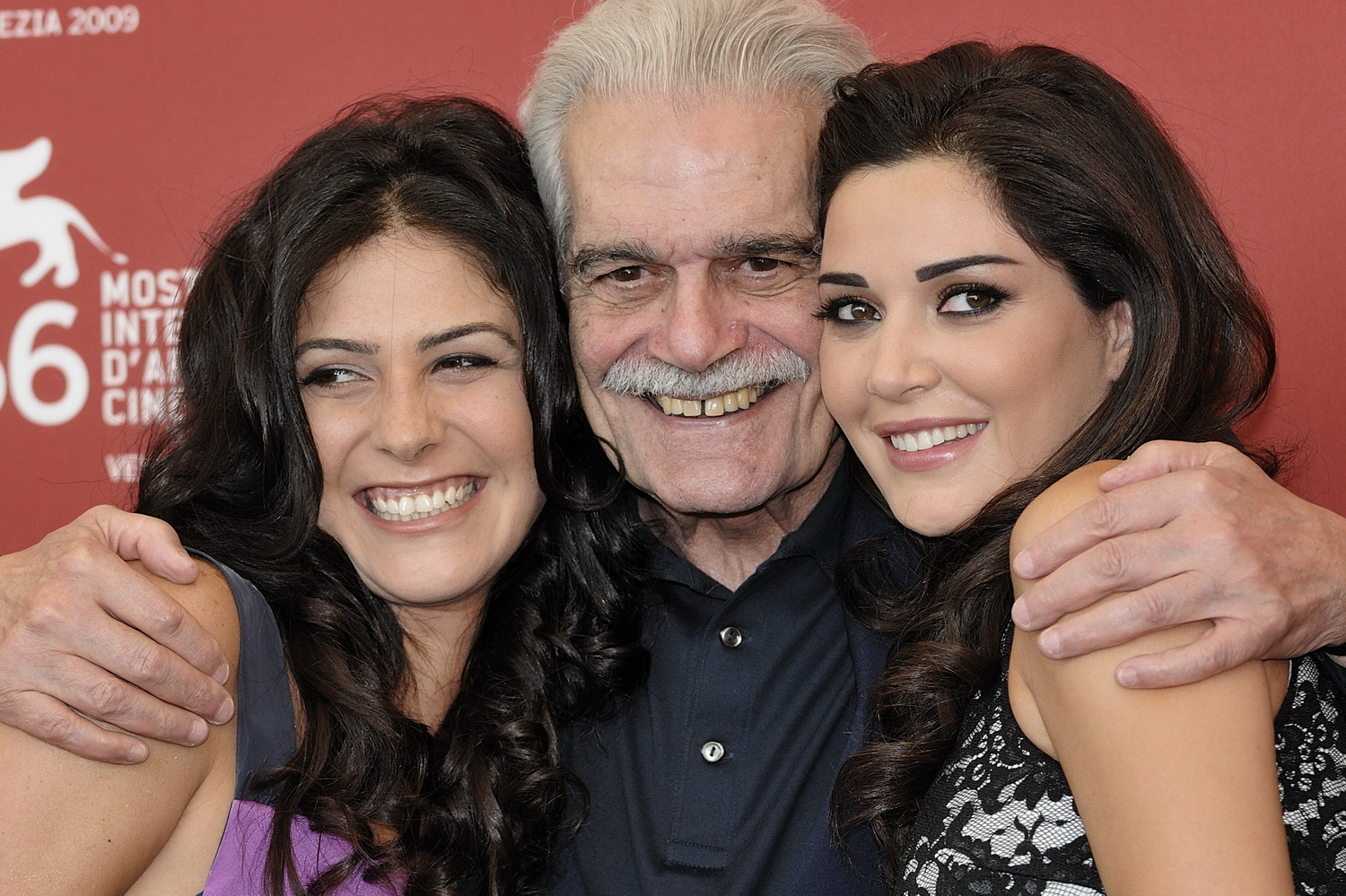
بسما احمد در کنار عمر شریف و سیرین عبد النور

بسما (عربی مصری: بسمة أحمد سيد حسن؛ زادهٔ ۷ دسامبر ۱۹۷۶) هنرپیشه اهل مصر است. پدر باسمه یک روزنامه نگار و مادرش یک فعال حقوق زنان است.در ۱۵ فوریه ۲۰۱۲، او با عمر حمزاوی، فعال سیاسی، که عضو پارلمان حزب آزادی مصر بود، ازدواج کرد.
از فیلم‌ها یا برنامه‌های تلویزیونی که وی در آن نقش داشته‌است می‌توان به مسافر اشاره کرد.